# Pentax 645
Mit der Pentax 645 brachte Asahi Pentax 1984 eine handliche Mittelformat-Systemkamera im Bildformat 60 × 45 mm heraus. Es ist neben der 1969 herausgebrachten 6×7 das zweite Mittelformat-Kameramodel für Asahi Optical K.K. Sie wurde bis 1997 produziert und durch die 645N abgelöst. Später wurde die 645N II vorgestellt, und 2010 kam mit der Pentax 645D auch eine Digitalkamera zu diesem System hinzu.

## Allgemeines
Bei der Pentax 645 handelt es sich um eine Mittelformat-Spiegelreflexkamera der japanischen Firma Asahi Optical K.K. für Rollfilm. Als Filme kommen je nach Filmkassette 120er, 220er und 70-mm-Rollfilm zum Einsatz.
Mit der Kamera wird auch ein neues Bajonett für die 645er Objektive eingeführt. Das Bajonett verfügt über elektrische Kontakte zur Übertragung von Objektivinformationen, ähnlich wie bei der 1 Jahr zuvor erschienenen Pentax A-Serie. Damit war es möglich, die Kameras mit einer Blenden- und Programmautomatik auszustatten. Ebenso sind in der 645 auch die neuen Funktionen aus der Pentax Kleinbild-Kameraserie mit eingeflossen. So hat man sich am Bedienkonzept der ME Super und Programm A orientiert, die Einstellungen erfolgen alle über Tasten. Das Auflagemaß beträgt 70,87 mm und ist damit kürzer als das des Pentax-6×7-Formates, sodass die Pentax-6×7-Objektive mittels eines mitentwickelten Adapters an der neue Kamera verwendet werden können.
Bei der Pentax 645 handelt es sich um einen sogenannten Multi- bzw. Mehrfach-Automat. Die Kamera verfügt über eine Programm-, Zeit- und Blendenautomatik, Nachführmessung, programmierte Blitz-Automatik und einer TTL-Blitzsteuerung. Des Weiteren hat sie eine feste X-Synchronzeit und den Bulb-Modus für Langzeitbelichtung. Mit ihrem elektromotorischen Filmtransport und 7 Belichtungsarten hat die Asahi Optical K.K. eine der fortschrittlichsten Mittelformat-Kameras zu dieser Zeit auf den Markt gebracht.
Die Filme werden in einem dem Film entsprechenden Filmeinsatz geladen, der einen schnellen Filmwechsel ermöglicht. Die Filmeinsätze werden bis zu ihrem Einsatz in einem passenden Behälter aufbewahrt. Der Filmtransport erfolgt motorisch. Ein Wechsel der Filmkassetten zwischendurch ist nicht ohne weiteres möglich. Die Pentax 645 hat einen abnehmbaren Batteriegriff auf der rechten Seite, an dem sich auch der Auslöser befindet.

## Daten und Ausstattungsmerkmale

### Bedienelemente
Auf der Oberseite der Kamera befindet sich auf der rechten Schulter neben dem Sucher ein dreigeteiltes LCD-Feld, rechts daneben etwas tiefer am Gehäuserand befinden sich zwei Tipptasten zur Wahl der Belichtungsart, Belichtungszeit, Blende, Filmempfindlichkeit, Belichtungskorrektur und des Programmmodus.
Auf der linken Kameraschulter befinden sich fünf Tipptasten. Die zwei Tipptasten direkt neben dem Sucher sind zum Einschalten der Sucheranzeige und zur Beleuchtung des LCD-Feldes. Die drei Tipptaster am linken Außenrand dienen zur Auswahl der Belichtungskorrektur (obere), der ISO-Auswahl (Mitte) und des Programmmodus (unten). Unterhalb der linken Schulter an der Rückwand befindet sich ein Wahlrad zur Umschaltung zwischen Einzel- (S) und Serienbild (C).
Rechts am Kameragehäuse ist der Batteriegriff mit dem Auslöseknopf angebracht. Links neben dem Auslöseknopf befindet sich ein Hauptschalter, der die Batterien im Griff abschaltet, um ein ungewolltes Auslösen zu verhindern. Im Handgriff befinden sich 6 AA-Batterien (LR6), sie dienen der Versorgung des Filmtransportmotors und der Verschlussmechanik. Die Programmsteuerung und Anzeigen werden von einer 3V-Knopfzelle des Typs CR 1220 im Kameraboden versorgt.
Der Abblendhebel befindet sich auf der rechten Kameraseite an der Vorderkante.
Auf der linken Kameraseite befindet sich im vorderen Drittel ein Stativgewinde für Hochformataufnahmen. Schräglinks darüber befindet sich die Aufnahme für das manuelle Filmtransportrad. An der Hinterkante befindet sich unterhalb der linken Kameraschulter die PC-Buchse mit X-Synchronisation. Darunter befindet sich der Mehrfachbelichtungsring und die Anzeige für den gespannten Verschluss.
Auf der Vorderseite befindet sich die Objektivaufnahme. Die Objektiventriegelung befindet sich links unten vom Bajonett.
Auf der Unterseite befindet sich im vorderen Drittel das Stativgewinde. Direkt dahinter befindet sich das Fach für das Nottransportrad. Neben dem Stativgewinde befindet sich das Batteriefach für die Speicherbatterie (CR 1220). Hinten links befindet sich die Anschlussbuchse zur elektrischen Kopplung von Gehäuse und Batteriegriff. Es gibt zusätzlich ein Verbindungskabel, womit man die Kamera mit dem abgenommenen Batteriegriff aus bis zu drei Metern fernsteuern kann.
Der Batteriegriff besitzt auf der Unterseite eine zusätzliche Buchse zum Anschluss eines externen Batteriebehälters. Daneben befindet sich die Entriegelungsschraube zur Demontage des Griffes.

### Verschluss
Beim Verschluss handelt es sich um einen senkrecht (vertikal) ablaufenden Tuchschlitzverschluss. Er besteht aus polyesterverstärkten Laufbändern und zwei, auch polyesterverstärkten, Verschlussvorhängen.
Der Verschluss wird elektronisch gesteuert und elektromagnetisch ausgelöst. Er erlaubt Verschlusszeiten von 1/1000 s bis 15 s, 1/60 s als Blitzsynchronzeit und Bulb.

### Sucher
Beim Suchersystem handelt es sich um ein nicht wechselbares System, wie bei professionellen Kameras in dieser Zeit auch sonst üblich. Der Sucher der Pentax 645 besteht aus einem keplarischen Teleskop mit Dioptrienkorrektur am Suchereinblick (Okular). Die Korrektur reicht von −5 bis +2 Dioptrien. Des Weiteren besteht er aus einem Pentaprismensucher mit Silberbeschichtung und einer Mattscheibe mit einem Schnittbildindikator und einem Mikroprismenring. Die Mattscheibe kann ausgetauscht werden, man kann unter fünf Varianten wählen.
Die Sucherabdeckung beträgt vertikal 92 %, horizontal 93 % des Filmformates und bietet eine Vergrößerung von 0,75× bei einem 75-mm-Objektiv in Unendlichkeitseinstellung.
Im Sucherfeld befindet sich unten rechts die LED-Anzeige (rot) für die Zeit, Blende, Belichtungswarnung und Blitzbereitschaft. Diese wird über einen Tipptaster auf der linken Kameraschulter ein- und ausgeschaltet.

### Auslöser
Der Auslöser der Kamera befindet sich auf der Oberseite des abnehmbaren Batteriehandgriffs. Er ist ein elektromechanischer Taster mit zwei Druckpunkten, leichtes Antippen aktiviert die Belichtungsmessung, Durchdrücken löst elektrisch den Verschluss aus. Zusätzlich hat er ein Anschlussgewinde für einen elektrischen oder mechanischen Fernauslöser.

### Messsystem und Anzeigen
Die Kamera verfügt über eine mittenbetonte TTL-Offenblendmessung durch das Objektiv mittels GaAsP-Fotodioden. Der Messbereich reicht von LW 3 bis LW 19.
Bei Blitz-Innenmessung (TTL-Blitzsteuerung) erfolgt eine Filmoberflächenmessung.
Die Belichtungsanzeige erfolgt über eine rote LED-Anzeige im unteren Sucherrahmen und über ein LCD-Feld auf der rechten Kameraschulter. Eine zuschaltbare Beleuchtung ist über einen Taster auf der linken Kameraschulter aktivierbar und erleichtert eine Ablesung.
Im dreigeteilten LCD-Feld werden im oberen großen Feld der Modus (Automatik, Manuell, Bulb), das Programm, die automatisch oder manuell eingestellten Belichtungszeiten und Blendenwerte sowie die Blitzbereitschaft angezeigt. Zusätzlich wird hier der ISO-Wert angezeigt, wenn man diesen einstellt.
Im unteren linken Feld wird die Belichtungskorrektur angezeigt. Das untere rechte Feld zeigt die erfolgten Belichtungen an (Bildzählwerk).

### Energieversorgung
Die Kamera wird mit 6 × 1,5-V-AA-Batterien LR 6 für den Filmtransport und Verschluss sowie einer 3-V-Lithium-Batterie CR 1220 versorgt. Alternativ kann am Handgriff ein externer Batteriebehälter angeschlossen werden. Das empfiehlt sich besonders bei kalten Temperaturen, da hier die Batterien in einer warmen Tasche untergebracht werden können.

### Objektive
Das Objektivprogramm zur Pentax 645 ist für ein Mittelformatsystem zur damaligen Zeit schon umfangreich gewesen. Bei Erscheinen brachte Asahi Optical K.K. 8 Objektive und einen Konverter heraus:
| Festbrennweiten                                 | Zoom-Objektive                   | Konverter                |
| ----------------------------------------------- | -------------------------------- | ------------------------ |
| SMC Pentax-A 645 45 mm f/2,8                    | SMC Pentax-A 645 80–160 mm f/4,5 | Telekonverter 645-A 1,4× |
| SMC Pentax-A 645 55 mm f/2,8                    |                                  |                          |
| SMC Pentax-A 645 75 mm f/2,8                    |                                  |                          |
| SMC Pentax 645 LS 75 mm f/2,8 Zentralverschluss |                                  |                          |
| SMC Pentax-A 645 150 mm f/3,5                   |                                  |                          |
| Smc Pentax-A 645 200 mm f/4                     |                                  |                          |
| SMC Pentax-A 645 300 mm f/4                     |                                  |                          |

Später kamen noch weitere hinzu:
|                                                | Zoom-Objektive                  | Konverter                |
| ---------------------------------------------- | ------------------------------- | ------------------------ |
| SMC Pentax-A 645 35 mm f/3,5                   | SMC Pentax-A 645 45–85 mm f/4,5 | Telekonverter 645–A 2,0× |
| SMC Pentax-A 645 120 mm f/4 Macro              |                                 |                          |
| SMC Pentax 645 LS 135 mm f/4 Zentralverschluss |                                 |                          |
| SMC Pentax-A* 645 600 mm f/5,6                 |                                 |                          |

## Zubehör
- Es gibt von Asahi Pentax ein Automatik-Balgengerät 645, einen Autozwischenringsatz-A 645, eine Makro-Schnecke 645, einen Bajonettring 645 und einen Umkehrring 645.
- Winkelsucher 645, Okularadapter, Adapter zur Nutzung der 6×7.
- Bei Erscheinen gibt es 3 systemkonforme Blitzgeräte von Asahi Pentax, die über einen Blitzschuh verfügen, ältere Blitzgeräte sind mit Einschränkungen nutzbar.
- Asahi bietet ein 3-Kanal-Infrarot-Fernsteuersystem an.
- Es gibt 3 Filmeinsätze für 120er, 220er und 70-mm-Film. Zum 70-mm-Filmeinsatz gehört ein Verlängerungsokular für den Suchereinblick.
- Kabelauslöser A, Blitzschuh-Adapter LS, externer Batteriebehälter